# Dai Okada
Dai Okada (født 4. januar 1985) er en japansk fodboldspiller.
Han har spillet for flere forskellige klubber i sin karriere, herunder Fukushima United FC.